# Rupit i Pruit
Rupit i Pruit település Spanyolországban, Barcelona tartományban. Lakosainak száma 281 fő (2024).

## Földrajza
Rupit i Pruit La Vall d’en Bas, Sant Feliu de Pallerols, Les Planes d'Hostoles, Susqueda, Sant Hilari Sacalm, Vilanova de Sau, Tavertet és L’Esquirol községekkel határos.

## Népesség
A település lakosságának változását az alábbi diagram mutatja:
| Lakosok száma | 426  | 841  | 868  | 681  | 368  | 344  | 325  | 300  | 279  | 281  |
|               | 1717 | 1887 | 1936 | 1960 | 1986 | 2004 | 2009 | 2014 | 2019 | 2024 |